# Georgij Jumatov
Georgij Aleksandrovitj Jumatov (russisk: Гeopгий Алeксандpoвич Юматов, født 11. marts 1926, død 6. oktober 1997) var en sovjetisk og russisk skuespiller, der mellem 1946 og 1994 medvirkede i 72 film. Han fik i 1982 prisen Folkets kunstner i RSFSR.

## Biografi
Jumatov blev født den 11. marts 1926 i Moskva. Allerede i 1941 blev han optaget på flådens akademi, og i 1942 blev han skibsdreng på en torpedobåd. Han deltog under krigen i slaget om Budapest og i Wienoffensiven. Han blev under krigen såret flere gange.
Efter krigen vendte han tilbage til Moskva, hvor han blev opdaget af Grigorij Aleksandrov på en café. Aleksandrov inviterede Jumatov til at spille en mindre rolle i komedien Forår (1947). Aleksandrov introducerede ham til en anden filminstruktør, Sergej Gerasimov, der var begejstret for talentet og som året efter brugte Jumatov i filmen Den unge garde, der blev en stor succes. Jumotovs karriere tog herefter fart.
Mellem 1950 og 1970 medvirkede han i en lang række populære krigs- og actionfilm, hvor han ofte spillede heroiske, men “almindelige”, typer med en snert af humor. Blandt de større roller i perioden var medvirken i Zjestokost (da.: Grusomhed, 1959) og i Ofitsery (da.: Officerer) sammen med Vasilij Lanovoj.
Jumatov begyndte i perioden at drikke kraftigt, muligvis på grund af personlige og ægteskabelige problemer.
På trods af den store succes med Officerer gik Jumatovs karriere nedad i 1970’erne. Han medvirkede i 1980’erne i  flere populære tv-krimiserier, men ved Sovjetunionens sammenbrud i 1991 stod han uden arbejde. 
I 1994 kom Jumatov op at skændes med en person, der havde hjulpet med at begrave Jumatovs hund. Efter begravelsen af hunden var de to begyndt at drikke kraftigt, og hjælperen fortalte, at det var ærgerligt, at nazisterne ikke havde vundet krigen. Der udviklede sig herefter et håndgemæng, hvorunder Jumatov skød og dræbte hjælperen. Han sad i fængsel i ti måneder, men blev løsladt ved en amnesti i anledning af 50-året for Sovjetunionens sejr i 2. verdenskrig.
Han stoppede herefter med at drikke og blev religiøs. Hans helbred var imidlertid svækket som følge af mange års alkoholmisbrug. Han optrådte i maj 1997 et tv-show, men blev kort efter diagnosticeret med et aortaaneurisme. Han døde den 4. oktober 1997 og er begravet på Vagankovokirjegården.

## Udvalgt filmografi
| År   | Dansk titel                           | Originaltitel                                                                            | Rolle                                         |
| ---- | ------------------------------------- | ---------------------------------------------------------------------------------------- | --------------------------------------------- |
| 1946 | Ivan den Grusomme, del 2              | Ivan Groznyj. Skal vtoroj: Bojarskij zagovor Иван Грозный. Сказ второй: Боярский заговор | munk                                          |
| 1947 | Forår                                 | Vesna Весна                                                                              | make-up artist                                |
| 1948 | Den unge garde                        | Molodaja gvardija Молодая гвардия                                                        | Anatolij Popov                                |
| 1950 | Sjukovskij                            | Sjukovskij Жуковский                                                                     | Kasjanov                                      |
| 1953 | Admiral Usjakov                       | Admiral Usjakov Адмирал Ушаков                                                           | Viktor Ermolajev                              |
| 1953 | Skibene stormer bastionerne           | Korabil Sjturmujut bastiony Корабли штурмуют бастионы                                    | Viktor Ermolajev                              |
| 1953 | Fjendtlige hvirvelvinde               | Vikhri vrasjdebnye Вихри враждебные                                                      | Balandin                                      |
| 1955 | Sjipkas helte                         | Geroi Sjipki Герои Шипки                                                                 | Sasjko Kozir                                  |
| 1955 | Pædagogisk digt                       | Pedagogitjeskaja pozma Педагогическая поэма                                              | Sasja Zadorov                                 |
| 1956 | De var de første                      | Oni byli pervymi Они были первыми                                                        | Stepan Barabasj                               |
| 1956 | Forskellige skæbner                   | Raznye sudby Разные судьбы                                                               | Styopa Ogurtsov                               |
| 1957 | I nærheden af os                      | Rjadom s nami Рядом с нами                                                               | Jasja Mulovidov                               |
| 1959 | Historien om en soldat                | Ballada o soldate Баллада о солдате                                                      | soldier                                       |
| 1959 | Grusomhed                             | Zjestokost Жестокость                                                                    | Venka Malysjev                                |
| 1962 | Flyvning uden last                    | Porozjnij rejs Порожний рейс                                                             | Nikolaj Khromov                               |
| 1965 | Kokken                                | Strjapukha Стряпуха                                                                      | Serafim Tjajka                                |
| 1967 | Den syvende satellit                  | Sedmoj sputnik Седьмой спутник                                                           | Turka                                         |
| 1967 | Glem ikke ... Lugovaja sttion         | Ne zabud... stantsija Lugovaja Не забудь… станция Луговая                                | Georgy Ryabov                                 |
| 1969 | Farlige ture                          | Opasnyje gastroli Опасные гастроли                                                       | Maxim                                         |
| 1971 | Officerer                             | Ofitsery Офицеры                                                                         | Aleksej Trofimov                              |
| 1975 | På ingen måde!                        | Ne mozjet byt! Не может быть!                                                            | Mand med en bulldog                           |
| 1976 | Byboerne                              | Gorozjane Горожане                                                                       | Buschauffør                                   |
| 1977 | Skæbne                                | Sudba Судьба                                                                             | Partisanen Pekarev                            |
| 1979 | Moskva tror ikke på tårer             | Moskva slezam ne verit Москва слезам не верит                                            | Gæsteoptræden                                 |
| 1980 | Petrovka, 38                          | Petrovka, 38 Петровка, 38                                                                | Aleksej Pavlovitj Sadtjikov                   |
| 1980 | Ogarjova 6                            | Ogarjova, 6 Огарёва, 6                                                                   | Aleksej Pavlovitj Sadtjikov                   |
| 1983 | Fortsæt til likvidation               | Pristupit k likvidatsii Приступить к ликвидации                                          | Serebrovskij                                  |
| 1984 | TASS er bemyndiget til at erklære ... | TASS upolnomotjen zajavit ... ТАСС уполномочен заявить…                                  | Ivan Belju                                    |
| 1985 | Det oprindelige Rusland               | Rus iznatjalnaja Русь изначальная                                                        | Roman, dødsdømt for manglende skatterbetaling |
| 1986 | Belønning (posthumt)                  | Nagradit (posmertno) Наградить (посмертно)                                               | Kirill Sergejevitj                            |
| 1990 | Stalins begravelse                    | Pokhorony Stalina Похороны Сталина                                                       | Stalins vagt                                  |